# Patosil
Patosil es una localidad del estado mexicano de Chiapas. Es parte del municipio de Zinacantán.

## Demografía
| Gráfica de evolución demográfica |
|                                  |

| Censo | Población |
| ----- | --------- |
| 1910  | 165       |
| 1921  | 100       |
| 1930  | 153       |
| 1940  | 285       |
| 1950  | 272       |
| 1960  | 347       |
| 1970  | 111       |
| 1980  | 463       |
| 1990  | 825       |
| 2000  | 1 320     |
| 2010  | 1 452     |
| 2020  | 1 966     |